# Федянін Микола Дмитрович
Микола Дмитрович Федянін (19 листопада 1956, село Задубровка Бєловського району, тепер Кемеровської області, Російська Федерація) — радянський і російський діяч, мер міста Таганрога, секретар парткому виробничого об'єднання «Таганрозький комбайновий завод» Ростовської області. Член ЦК КПРС у 1990—1991 роках.

## Життєпис
У 1978 році закінчив Ростовський інститут сільськогосподарського машинобудування за спеціальністю «Машини та технологія ливарного виробництва».
У 1978—1983 роках — змінний майстер, заступник начальника цеху, начальник ливарного цеху Таганрозького комбайнового заводу Ростовської області.
Член КПРС з 1981 року.
У 1983—1986 роках — заступник секретаря партійного комітету (парткому) Таганрозького комбайнового заводу.
У 1986—1987 роках — завідувач промислово-транспортного відділу Октябрського районного комітету КПРС міста Таганрога.
У 1987—1991 роках — секретар партійного комітету (парткому) виробничого об'єднання «Таганрозький комбайновий завод» міста Таганрог Ростовської області.
У 1990 році закінчив Ростовську Вищу партійну школу.
У 1991—2001 роках — директор ковальсько-ливарного заводу виробничого об'єднання «Таганрозький комбайновий завод»; віцепрезидент — комерційний директор акціонерного товариства «Таганрозький комбайновий завод»; заступник генерального директора з виробництва та маркетингу акціонерного товариства «Таганрозький комбайновий завод»; заступник генерального директора акціонерного товариства «Таганрозький комбайновий завод»  — директор автомобільного виробництва (Таганрозького автомобільного заводу).
У 2001—2003 роках — перший заступник голови міського самоврядування — голова адміністрації міста Таганрога.
У червні 2003 — 2012 року — голова міського самоврядування (мер) міста Таганрога Ростовської області.
1 квітня 2013 року призначений керівником інспекції праці по Ростовській області. 

## Нагороди і звання
- орден Дружби  (Російська Федерація)
- медаль «За трудову доблесть»
- медалі